# Politbyråns ständiga utskott

Kinas kommunistiska partis fana

Politbyråns ständiga utskott är ett verkställande utskott som sköter Kinas kommunistiska partis dagliga angelägenheter när partiets politbyrå inte sammanträder. Även om utskottet formellt inte är Kinas regering är det i praktiken Kinas högsta politiska organ och ledande kinesiska politiker förväntas vara ledamöter av utskottet. 

## Organisation
Centralkommittén i Kinas kommunistiska parti, som har 205 ledamöter, utser partiets verkställande organ politbyrån, som består av 25 medlemmar. Politbyrån är inte ständigt sammankallad för att verkställa beslut. I dess ställe agerar politbyråns ständiga utskott, vilken sedan 2012 endast har sju ledamöter och är Folkrepubliken Kinas mest inflytelserika politiska organ.
Kina har två parallella administrativa strukturer: landets civila administration och Kommunistpartiet. Statsrådet är det högsta verkställande organet i den civila strukturen. Politbyrån är det högsta exekutiva organet i Kommunistpartiets administration. Anledningen till att man byggt upp denna dubbla administrativa struktur, vilken är likadan på alla byråkratiska nivåer från landets regering över provinsregeringar och ner till by och stadsdelsnivå, är att försäkra sig om Kommunistpartiets inflytande över politiska beslut. Det är vanligt att medlemmarna i exempelvis en civil provinsregering även är medlemmar i Kommunistpartiet, det är dock inte nödvändigt och långt ifrån alla civila politiker är partimedlemmar. Detta system är konstruerat enligt sovjetisk förebild, med det undantaget att Kina, på grund av landets större befolkning, har fler nivåer.
Det ständiga utskottet har alltid utgjorts uteslutande av hankinesiska män och hittills har ingen kvinna eller några ledamöter från etniska minoriteter valts in utskottet.

## Det nuvarande utskottets sammansättning
Se även Kategori:Ledamöter av Politbyråns ständiga utskott
Den nuvarande utskottet utsågs i oktober 2022 och består av följande ledamöter i rangordning:
1. Xi Jinping, generalsekreterare i Kinas kommunistiska parti, Folkrepubliken Kinas president, ordförande i centrala militärkommissionen;
2. Li Qiang, premiärminister i Folkrepubliken Kinas statsråd;[4]
3. Zhao Leji, ordförande i Nationella folkkongressens ständiga utskott;[4]
4. Wang Huning, ordförande i Kinesiska folkets politiskt rådgivande konferens;[4]
5. Cai Qi, förste sekreterare i sekretariatet för Kinas kommunistiska parti;
6. Ding Xuexiang, förste vice premiärminister i Folkrepubliken Kinas statsråd;
7. Li Xi, chef för centrala kommissionen för disciplininspektion.